# Villanova Wildcats
Villanova Wildcats är en idrottsförening tillhörande Villanova University och har som uppgift att ansvara för universitetets idrottsutövning.

## Idrotter
Wildcats deltager i följande idrotter:
| Herrar - Amerikansk fotboll - Baseboll - Basket - Fotboll - Friidrott - Golf - Lacrosse - Simhopp - Simning - Tennis - Terränglöpning | Damer - Basket - Fotboll - Friidrott - Lacrosse - Landhockey - Rodd - Simhopp - Simning - Softboll - Tennis - Terränglöpning - Vattenpolo - Volleyboll |

## Anläggningar
- Wells Fargo Center, inomhusarena som används som reservarena av idrottsföreningens basketlag.[23]

## Idrottsutövare

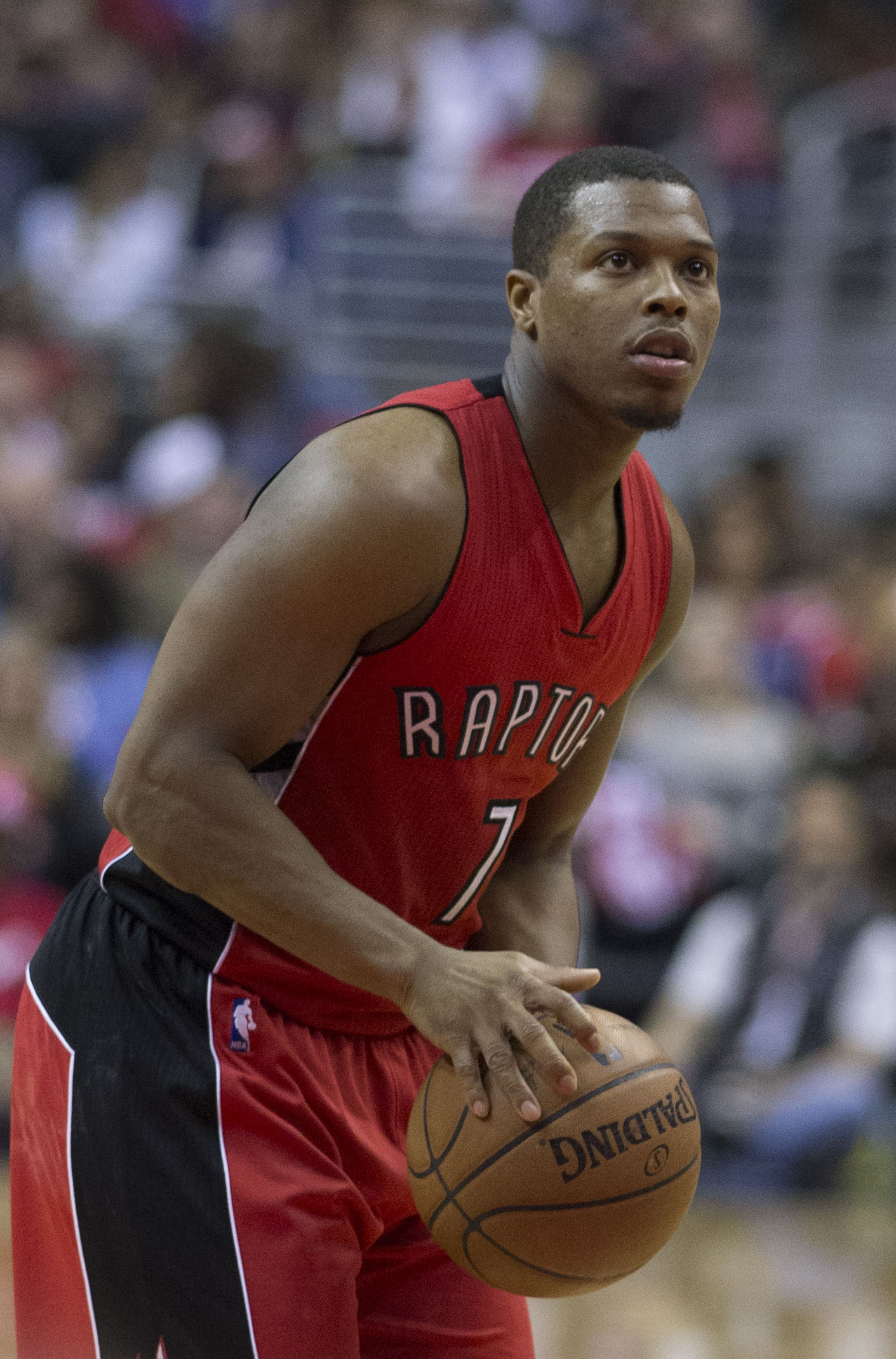
Kyle Lowry.

| Amerikansk fotboll - Howie Long Baseboll - Mike Neill Basket - Ryan Arcidiacono - Saddiq Bey - Mikal Bridges - Jalen Brunson - Donte DiVincenzo - Collin Gillespie - Josh Hart | - Kyle Lowry - Jeremiah Robinson-Earl - Rory Sparrow - Cole Swider - Cam Whitmore Friidrott - Don Bragg - Carmen Douma-Hussar - Larry James - Sonia O'Sullivan - Jennifer Rhines - Patrick Tiernan |